# نظام تصنيف الصيدلانيات البيولوجية

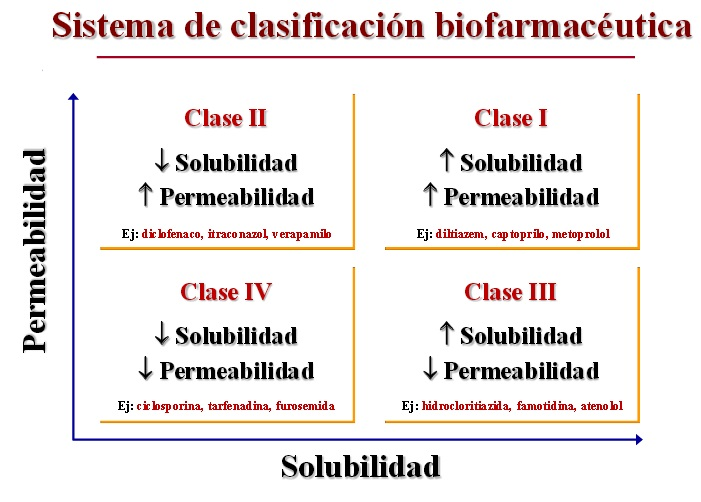

نظام تصنيف الصيدلانيات البيولوجية Biopharmaceutics Classification System - BCS هو دليل يسمح بتوقع درجة امتصاص الدواء من الطريق الهضمي.
وهو معتمد في إدارة الغذاء والدواء الأمريكية FDA، ويسمح هذا النظام التصنيفي باختصار التوقع لدرجة امتصاص الدواء الهضمية إلى متثابتتين فقط هما الذوبانية أو الانحلالية (انحلال الدواء في الوسط السائل) والنفوذية (عبور الدواء الذائب من لمعة الأمعاء إلى الدم)
ولهذا التصنيف أهمية كبيرة لأن 85% من الأدوية المسوقة في الولايات المتحدة وأوروبا هي أدوية فموية.
تصنف الأدوية وفق هذا النظام إلى :
- التصنيف الأول I وهي أدوية ذات نفوذية عالية وذوبانية عالية
  - مثالها : ميتوبرولول
  - تمتاز الأدوية في هذا التصنيف بالذوبانية الجيدة والنفوذية العالية التي غالباً تتجاوز سرعة الإطراح
- التصنيف الثاني II وهي ذات نفوذية عالية وذوبانية منخفضة
  - مثالها : الغليبنكلاميد
  - يقيد توافر هذه الأدوية البيولوجي سرعة ذوبانها، ويمكن إيجاد صلة نسبية بين ذائبيتها في المختبر وتوافرها البيولوجي في الكائن الحي
- التصنيف الثالث III وهي ذات نفوذية منخفضة وذوبانية عالية
  - مثالها : السيميتيدين
  - يحدد امتصاصها بسرعة نفوذيتها رغم أن ذوبانيتها عالية
- التصنيف الرابع IV وهي ذات نفوذية منخفضة وذوبانية منخفضة
  - مثالها : هيدروكلورثيازيد
  - هي أدوية توافرها البيولوجي ضعيف وامتصاصها ضعيف وغير منتظم